# Kaiserliches Postamt (Bad Liebenwerda)
Das einstige Kaiserliche Postamt der Kurstadt Bad Liebenwerda ist ein historisches Postgebäude im südbrandenburgischen Landkreis Elbe-Elster. Hier befindet es sich in der Schlossstraße 10 im Stadtzentrum in unmittelbarer Nähe der städtischen Kurklinik. Das Bauwerk steht heute unter Denkmalschutz.

## Baubeschreibung und -geschichte

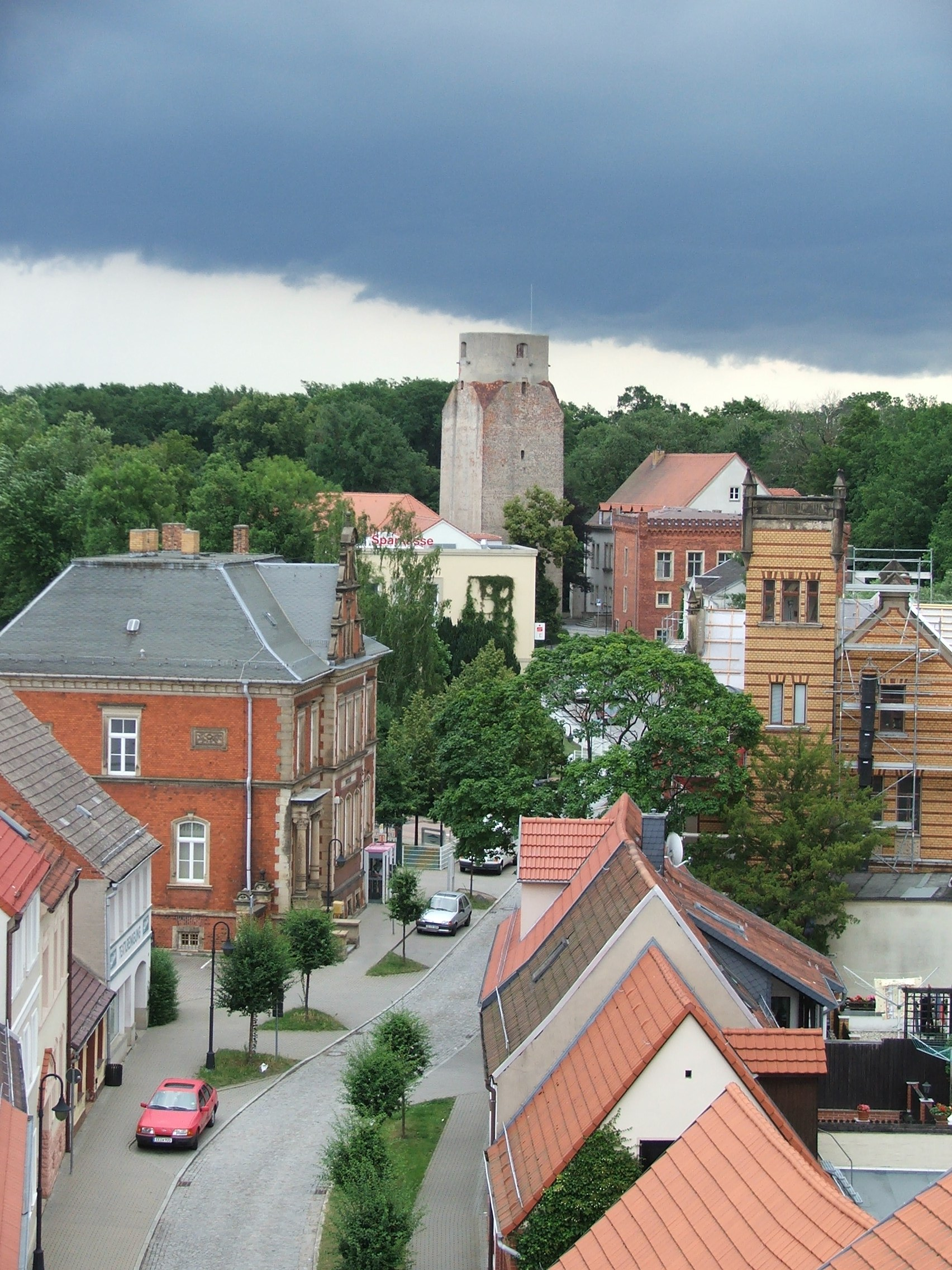
Schlossstraße Bad Liebenwerda mit dem Lubwartturm im Hintergrund

Am Anfang des 19. Jahrhunderts bestand in Liebenwerda nur eine sogenannte Botenpost, welche die städtische Post zur nächstgelegenen Poststation in Koßdorf bringen musste. Koßdorf war bereits seit dem 16. Jahrhundert eine traditionelle Poststation, wo die Postlinie Großenhain–Annaburg entlang führte. Als man am Ende des 17. Jahrhunderts die Postlinie Leipzig–Breßlau einrichtete, führte sie dann ebenfalls über den Ort. Trotz allem Bemühens erhielt die Stadt Liebenwerda erst mit dem Bau der Straße Berlin–Dresden eine eigene Poststation. Diese Straße wurde zwischen 1815 und 1827 gebaut und es verkehrte eine Schnellpost, die auch in Liebenwerda Halt machte.
Das Kaiserliche Postamt der Stadt Liebenwerda in der Schlossstraße entstand schließlich in den Jahren 1893 und 1894 am Standort des einstigen Redslobschen Freigut, das bis zu deren Eingemeindung im Jahre 1874 zur Liebenwerdaer Vorstadt Freiwinkel gehörte. Zuvor war es etwa 100 Meter entfernt in einem Gebäude in der Dresdner Straße untergebracht. Dabei handelt es sich um einen verklinkerten zweigeschossigen Ziegelbau mit Walmdach. An der Südseite, als auch an der Ostseite befinden sich von Ziergiebeln bekrönte Mittelrisalite, welche Verzierungen aus Sandstein besitzen. Vom Baustil her wird das Gebäude der Neorenaissance zugeordnet. Als Bauherr zeichnete hier zu jener Zeit der Liebenwerdaer Bauunternehmer Carl Weiland (1850–1923), seineszeichens königlicher Kommissionsrat, verantwortlich, der es nach seinen eigenen Plänen errichten ließ. Das Gebäude, dessen Baukosten 60.000 Mark betrugen, wurde am 1. August desselben Jahres eröffnet.
Weiland überließ das Gebäude anschließend für 3.300 Mark jährlichen Mietzins an den Postfiskus. Ein ähnliches Geschäftsmodell wendete der Unternehmer einige Jahre später auch bei der Errichtung des Kaiserlichen Postamts in der Nachbarstadt Elsterwerda an, welches er im Jahre 1904 ebenfalls selbst errichten ließ und anschließend verpachtete.
Das Bad Liebenwerdaer Postamt wurde in den 1990er Jahren abgewickelt, und eine Postfiliale befindet sich seither nahe dem Markt. Nachdem das Grundstück zuletzt noch von der Deutschen Bundespost als Parkplatz beziehungsweise Standort für ihre Fahrzeuge genutzt wurde, steht es gegenwärtig zum Verkauf beziehungsweise Vermietung.

Historische Ansichten
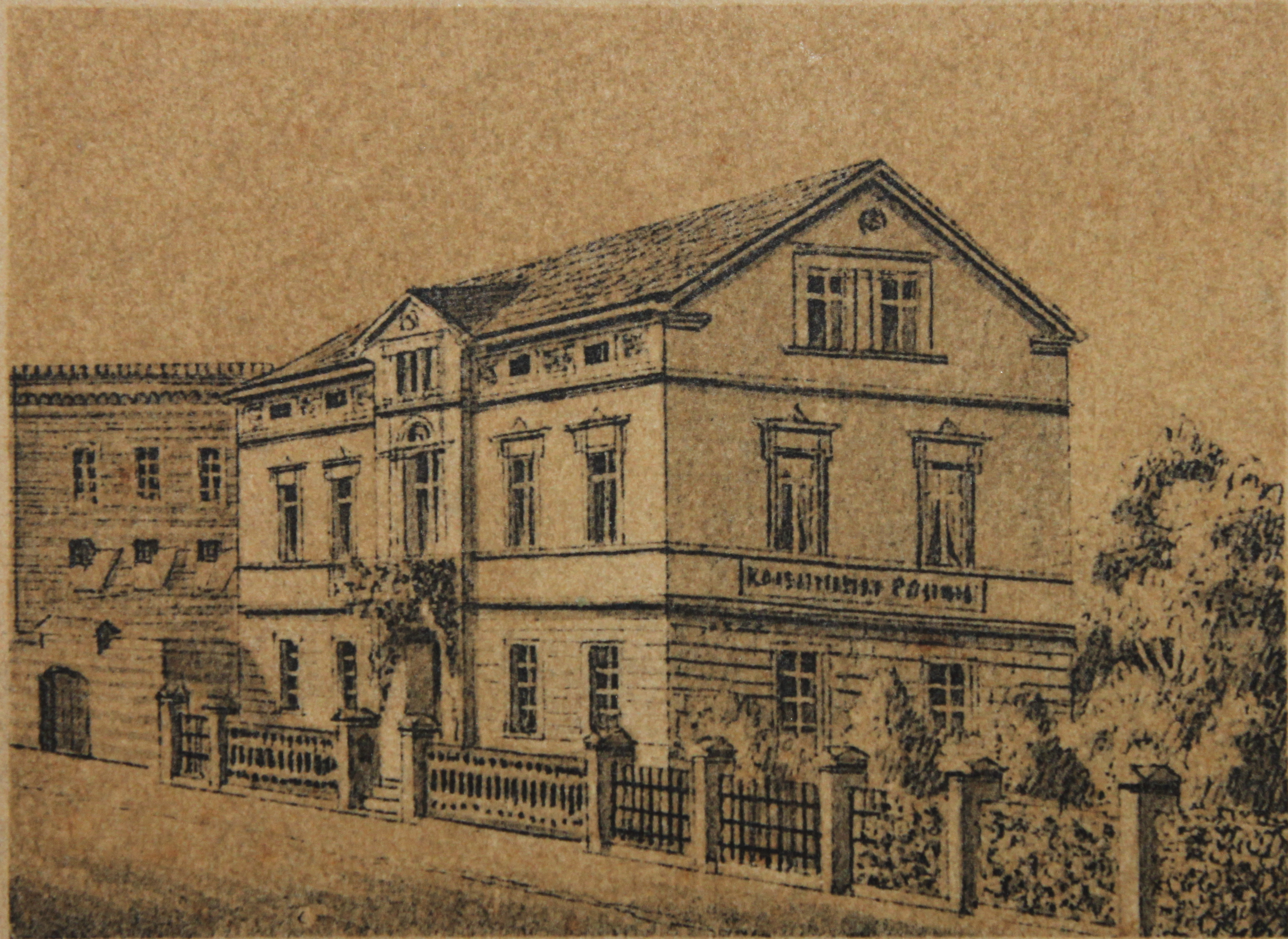
Das Kaiserliche Postamt vor dem Neubau in der Dresdner Straße.
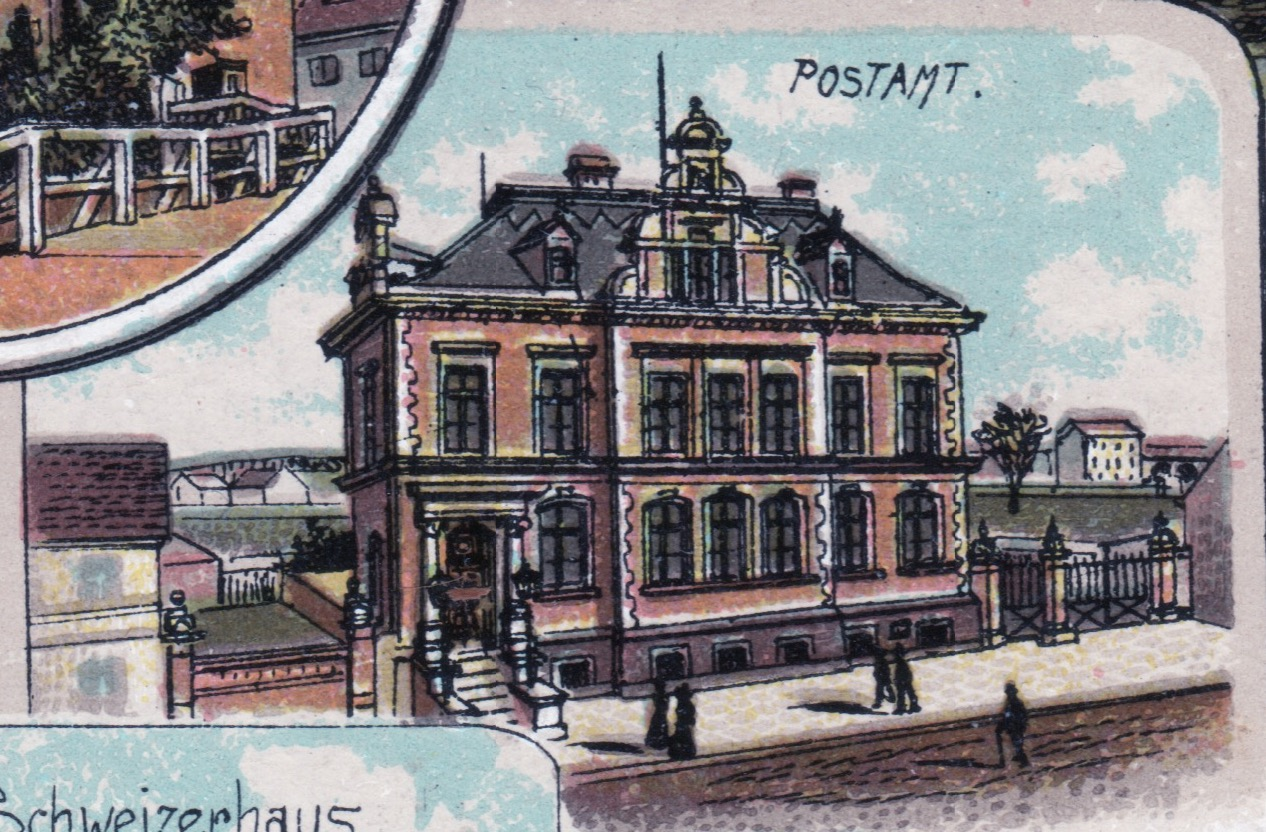
Das Kaiserliche Postamt auf einer Lithografie um 1895.
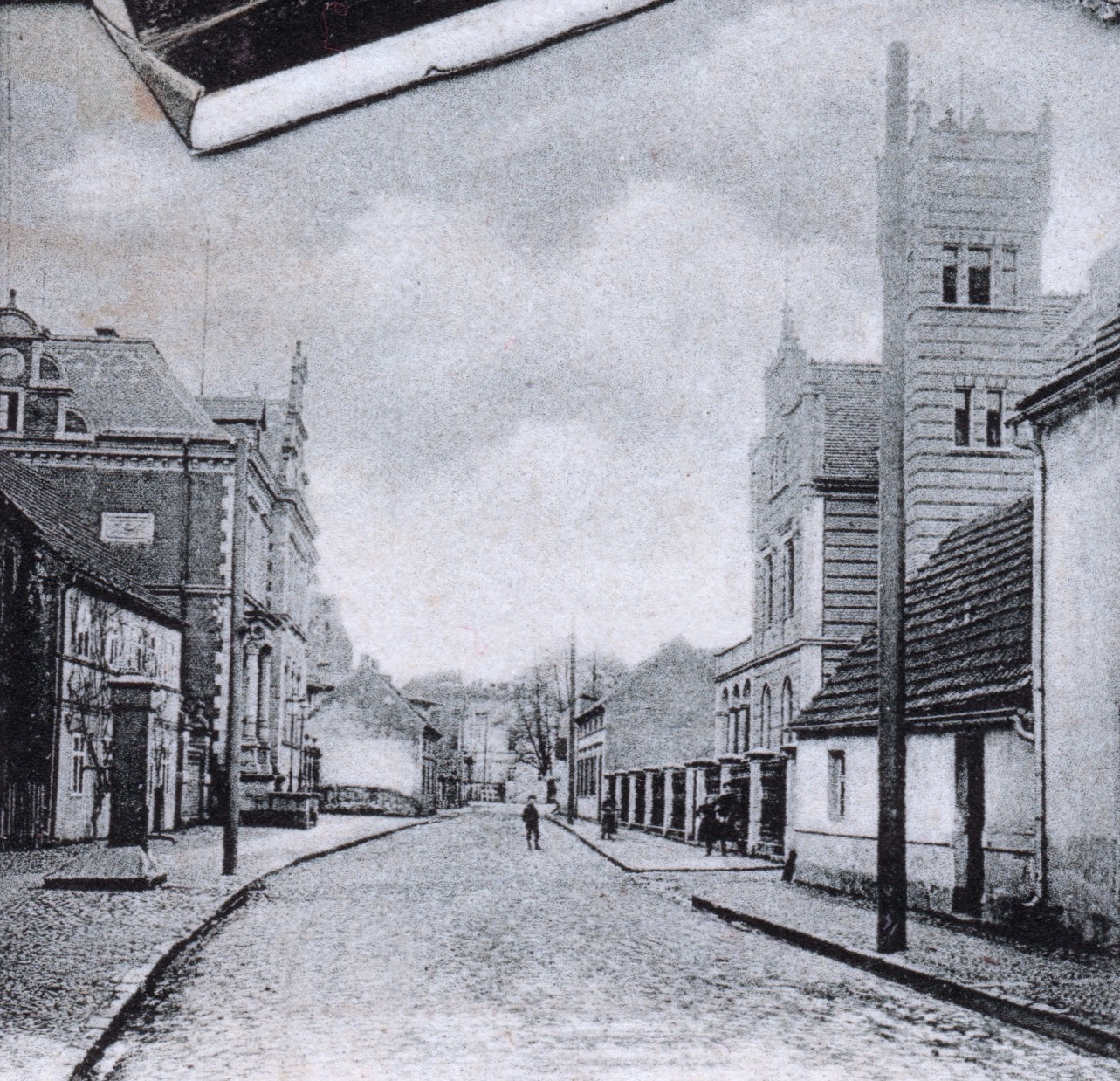
Die Schlossstraße mit dem Kaiserlichen Postamt um 1900 auf einer Postkarte der Liebenwerdaer Druckerei Ziehlke.
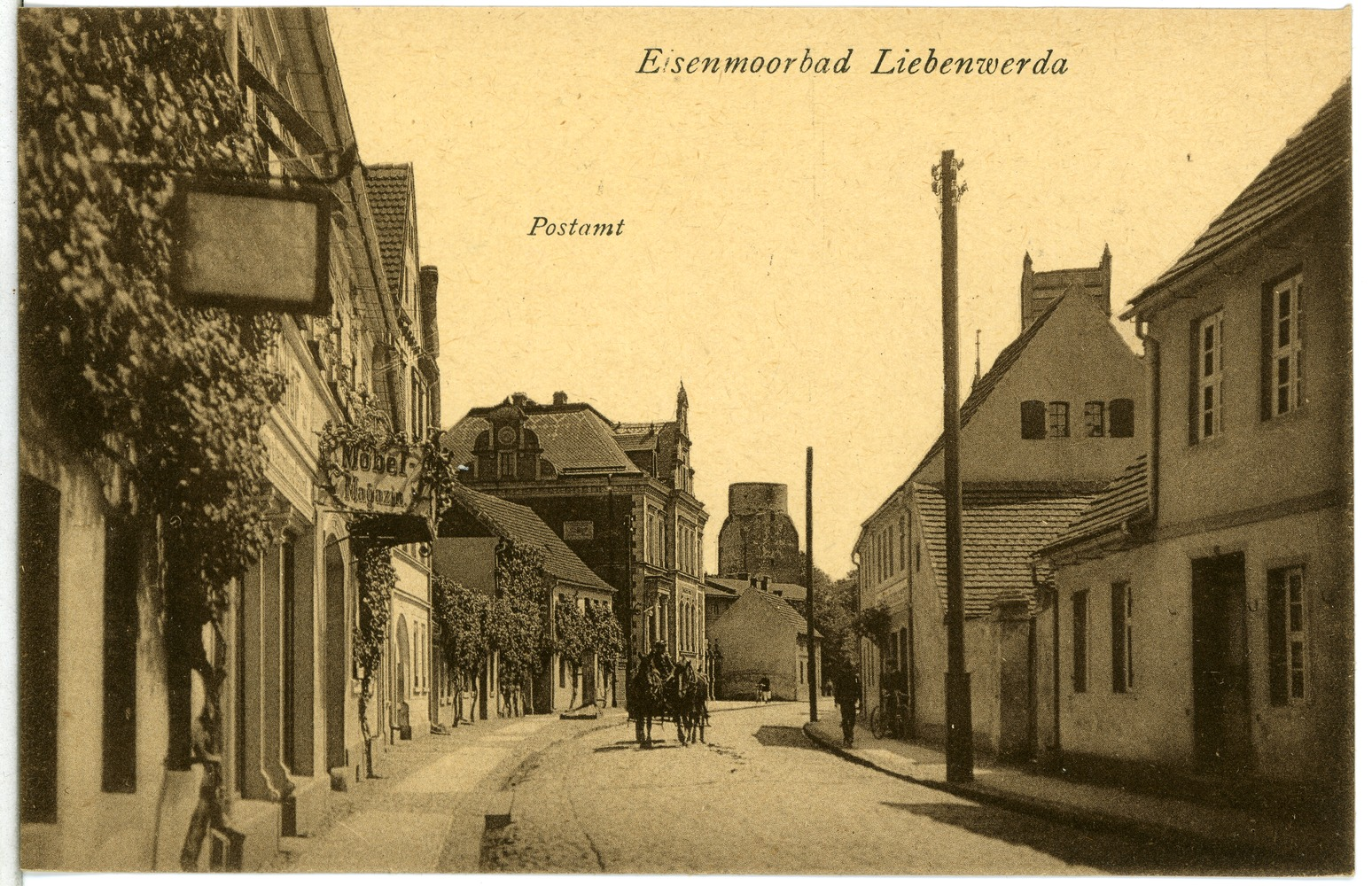
Die Schlossstraße mit dem Kaiserlichen Postamt auf einer Postkarte des Meißner Verlags Brück & Sohn um 1912.